# Décembre 2006 en sport
Cette page concerne l'actualité sportive du mois de décembre 2006.

## Vendredi1erdécembre
- Patinage artistique : Trophée NHK
  - Couples: Xue Shen/Hongbo Zhao (CHN) remportent le grand prix devant Dan Zhang/Hao Zhang (CHN) et Valérie Marcoux/Craig Buntin (CAN)

## Samedi2 décembre
- Volley-ball, Championnat du monde :
  -  Bulgarie -  Pologne : 3-1;
  -  Brésil -  Serbie-et-Monténégro : 3-1.

- Patinage artistique : Trophée NHK
  - Danse sur glace : Marie-France Dubreuil/Patrice Lauzon (CAN) remportent le grand prix devant Jana Khokhlova/Sergey Novitski (RUS) et Melissa Gregory/Denis Petukhov (USA)
  - Femmes : Mao Asada (JPN) remporte le grand prix devant Fumie Suguri (JPN) et Yukari Nakano (JPN)

- Boxe, réunion de Bercy :
  - La française Anne-Sophie Mathis (Championne d'Europe) bat sa compatriote Myriam Lamare et devient la nouvelle championne du monde WBA des poids super-légers. (revanche en avril 2007).

## Dimanche3 décembre
- Automobile, championnat du monde des Rallyes : le Finlandais Marcus Grönholm remporte la dernière manche du championnat du monde, le rallye de Grande-Bretagne.
- Tennis, Coupe Davis : la Russie remporte le deuxième saladier d'argent de son histoire en battant l'Argentine par 3 victoires à 2. Le dernier point a été apporte par Marat Safin.
- Volley-ball, championnat du monde : le Brésil confirme sa domination de la planète du volley-ball en remportant le titre mondial devant la Pologne par 3 set à 0 (25-12, 25-22, 25-17). La Bulgarie remporte la troisième place en battant la Serbie-et-Monténégro par 3 à 0.

## Mardi5 décembre
- Football, sixième journée de la Ligue des champions 2006-2007 : 
  - Chelsea 2-0 Levski Sofia;
  - FC Barcelone 2-0 Werder Brême;
  - Sporting Portugal 1-3 Spartak Moscou;
  - Bayern Munich 1-1 Inter Milan;
  - PSV Eindhoven 1-3 Girondins de Bordeaux;
  - Galatasaray 3-2 Liverpool;
  - Olympiakos 1-1 Chakhtior Donetsk;
  - AS Rome 1-0 Valence CF.

Chelsea, Bayern de Munich, Liverpool et Valence terminent premier de leur groupe et disputeront le match retour de leur huitième de finale à domicile. Les autres qualifiés sont: Barcelone, Inter Milan, PSV Eindhoven et AS Rome.

## Mercredi6 décembre
- Football : sixième journée de la Ligue des champions 2006-2007 : 
  - Olympique lyonnais 1-1 Steaua Bucarest;
  - Dynamo Kiev 2-2 Real Madrid;
  - Manchester United 3-1 Benfica;
  - FC Copenhague 3-1 Celtic Glasgow;
  - FC Porto 0-0 Arsenal;
  - Hambourg SV 3-2 CSKA Moscou;
  - Milan AC 0-2 Lille OSC;
  - RSC Anderlecht 2-2 AEK Athènes.

Lyon, Milan, Arsenal et Manchester terminent premier de leur groupe et disputeront le match retour de leur huitième de finale à domicile. Les autres qualifiés sont: Lille, Real Madrid, Porto et Celtic.

## Jeudi7 décembre
- handball, matches retour des huitièmes de finale de la ligue des champions (les clubs en gras qualifiés) :
  - Kiel - Chambéry : 37-27 (aller  39-33).

## Vendredi8 décembre
- Rugby à XV, troisième journée de la coupe d'Europe : CS Bourgoin-Jallieu - Munster : 13-28.
- handball, matches retour des huitièmes de finale de la ligue des champions (les clubs en gras qualifiés) : Flensburg - Celje : 36-26 (aller : 31-41); Flensburg qualifié au nombre du buts marqués à l'extérieur.

## Samedi9 décembre
- Rugby à XV, troisième journée de la Coupe d'Europe :
  - Castres olympique - USA Perpignan : 36-28
  - Leinster - SU Agen : 26-10
  - Gloucester RFC -  Edinburgh : 38-22
  - Rugby Calvisano - Ospreys : 27-50
  - Llanelli Scarlets - Stade toulousain : 20-19
  - London Irish - Ulster : 29-13
  - Overmarch Parme - Northampton Saints  : 21-68
  - Border Reivers  - Biarritz olympique : 0-25

- Handball, matches retour des huitièmes de finale de la ligue des champions (les clubs en gras qualifiés) :
  - Barcelone - Montpellier : 29-23 (aller : 28-25)
  - Kölding - MKB Veszprem : 31-28 (aller : 22-32)
  - Pampelune - Kozina : 36-29 (aller : 34-23)
  - Ciudad Real - Svendborg Gudme : 31-30 (aller : 33-28)
  - Gummersbach - Chehovskie Medvedi : 32-29 (aller : 37-31)
- Sport hippique, Prix du Bourbonnais, deuxième épreuve préparatoire au Prix d'Amérique : Victoire de Super Light associé à Jörgen Westolm.

## Dimanche10 décembre
- Athlétisme, cross-country : le Britannique Mo Farah met fin à la domination de l'ukrainien Serhiy Lebid, sextuple champion d'Europe, lors des championnats d'Europe de San Giorgio su Legnano en Italie. Chez les femmes, victoire de l'ukrainienne  Tetyana Holovchenko.

- Rugby à XV, troisième journée de la coupe d'Europe :
  - London Wasps - Benetton Trévise : 55-0
  - Stade français Paris - Sale Sharks : 27-16
  - Cardiff RFC - Leicester Tigers : 12-22

- Handball, match retour des huitièmes de finale de la ligue des champions (les clubs en gras qualifiés) :
  - Valladolid - SC Pick Szeged : 25-24 (aller : 25-25)
- Sport hippique, Critérium des 3 ans : victoire de Pearl Queen associée à Thierry Duvaldestin.

## Vendredi15 décembre
- Rugby à XV, quatrième journée de la coupe d'Europe :
  - Ospreys - Rugby Calvisano : 26-9;
  - Ulster - London Irish : 29-13;
  - USA Perpignan - Castres olympique : 30-3.

## Samedi16 décembre
- Handball, championnat d'Europe de handball féminin, demi-finales :
  -  Norvège -  France : 28-24;
  -  Allemagne -  Russie : 29-33.

- Rugby à XV, quatrième journée de la coupe d'Europe :
  - Benetton Trévise - London Wasps : (5-71;
  - Stade toulousain - Llanelli Scarlets : 34-41;
  - Leicester Tigers - Cardiff RFC : 57-3;
  - Northampton Saints  - Overmarch Parme : 36-0;
  - SU Agen - Leinster : 13-25;
  - Munster - CS Bourgoin-Jallieu : 32-18.

- Patinage artistique, finale du Grand Prix ISU :
  - Danse sur glace : Albena Denkova/Maxim Staviski (CAN) remportent le grand prix devant Marie-France Dubreuil/Patrice Lauzon (CAN)  et Oksana Domnina/Maksim Chabaline (RUS)
  - Hommes : Brian Joubert (FRA) remporte le grand prix devant Daisuke Takahashi (JPN) et Nobunari Oda (JPN).
  - Femmes : Kim Yuna (KOR) remporte le grand prix devant Mao Asada (JPN) et Sarah Meier (SUI)
  - Pairs : Xue Shen/Hongbo Zhao (CHN) remportent le grand prix devant Aljona Savchenko/Robin Szolkowy (GER) et Dan Zhang/Hao Zhang (CHN)

## Dimanche17 décembre
- Handball, championnat d'Europe de handball féminin : la Norvège conserve son titre en battant les championnes du monde, la Russie par 27 à 24. La France remporte la médaille de bronze face à l'Allemagne par 29 à 25.
- Football, coupe du monde des clubs : le club brésilien du  SC Internacional de Porto Alegre bat en finale le FC Barcelone par 1 à 0 à Yokohama.
- Rugby à XV, coupe d'Europe, 4e journée :
  - Edinburgh - Gloucester RFC : 14-31
  - Biarritz olympique - Border Reivers  : 27-17
  - Sale Sharks - Stade français Paris : 12-6

## Lundi18 décembre
- Football : l'Italien Fabio Cannavaro est élu meilleur footballeur de l'année devant Zinédine Zidane et Ronaldinho. 
Chez les femmes, c'est la brésilienne Marta qui est choisie.

## Mardi26 décembre
- Ouverture du 34e Championnat du monde junior de hockey sur glace. Résultats de la première journée de compétition de l'édition 2007 du Championnat du monde junior de hockey sur glace :
  - Groupe A
    - Allemagne 2 - 1  États-Unis  (P).
    - Canada 2 - 0  Suède;

  - Groupe B
    - Finlande  3 - 4 Biélorussie;

## Samedi30 décembre
- Saut à ski, Tournée des quatre tremplins : l'Autrichien âgé de seize ans Gregor Schlierenzauer remporte la première étape de la tournée sur le tremplin d'Oberstdorf en Allemagne.

## Dimanche31 décembre
- Sport hippique, Prix de Bourgogne, troisième épreuve préparatoire au Prix d'Amérique : victoire de Kesaco Phedo.

## Principaux rendez-vous sportifs du mois de décembre 2006
- 17 novembre au 3 décembre : volley-ball, Championnat du monde de volley-ball masculin au Japon.
- 30 novembre au 3 décembre : trophée NHK à Nagano.
- 1er au 3 décembre : concours Hippique International de Paris ***** au Salon du cheval de Paris.
- 1er au 3 décembre, tennis : finale de la Coupe Davis.
- 7 au 17 décembre : championnat d'Europe de handball féminin.
- 14 au 17 décembre : finale du Grand Prix ISU à Saint-Pétersbourg.
- 26 décembre 2006 au 5 janvier 2007 : championnat du monde junior de hockey 2007 à Mora et Leksand en Suède.